# Erhard Schmalfuß
Erhard (Rudolf) Schmalfuß (* 25. Dezember 1924) war ein deutscher Fußballtorwart im sächsischen Aue. In den 1950er Jahren spielte er in der DDR-Oberliga, der höchsten Liga im DDR-Fußball.

## Sportliche Laufbahn
In der Saison 1949/50 stieg Schmalfuß, der auch zum Kader der sächsischen Landesauswahl gehörte, mit der Betriebssportgemeinschaft Pneumatik Aue aus der Landesklasse Sachsen in die neugegründete zweitklassige DDR-Liga auf. War er in der Landesklasse noch Stammtorwart der Auer Mannschaft gewesen, verlor er 1950/51 bei der umbenannten BSG Zentra Wismut seinen Stammplatz an Kurt Steinbach und bestritt nur ein Spiel in der DDR-Liga. Mittels Durchmarsch stieg die BSG Zentra umgehend in die Oberliga auf. 
Auch in der Oberliga musste sich Schmalfuß mit Kurt Steinbach auseinandersetzen. Während er 1951/52 noch mit 18:21 Einsätzen wieder das Nachsehen hatte, lag in den beiden folgenden Spielzeiten mit 22 bzw. 16 Oberligaspielen vorne. Im Entscheidungsspiel um DDR-Meisterschaft 1952/53 gegen Dynamo Dresden (2:3) stand Schmalfuß ebenfalls im Auer Tor. In der Spielzeit 1954/55, in der die Auer BSG nun ohne den Zusatz „Zentra“ auftrat, kam Schmalfuß in der Oberliga nicht mehr zum Einsatz. Er wurde lediglich am Saisonbeginn in der 1. und zweiten Runde des DDR-Pokals aufgeboten. Danach verschwand er aus dem überregionalen Fußball. 